# Luís Nobre Guedes
Luís Nobre Guedes (Lisboa, 1955) es un abogado y político portugués. 
Es licenciado en Derecho por la Universidad de Lisboa y es abogado desde 1980. Fue el primer administrador del semanario O Independente, hasta su venta a Miguel Paes do Amaral. Es miembro destacado y exvicepresidente del partido de centro derecha portugués, CDS-PP. Fue Ministro del Medio Ambiente y Planificación Territorial del XVI gobierno constitucional de Portugal. 